# Sveriges rikes lag
Sveriges rikes lag är en årligen privatutgiven svensk lagbok. Den innehåller ett urval av lagar och andra författningar i Svensk författningssamling som bedöms vara av allmänt intresse. Av tradition brukar den ansvarige utgivaren vara ett pensionerat justitieråd som även varit ordförande i Högsta domstolen. Till och med 2010 års upplaga var det Torkel Gregow som hade uppdraget. Från och med 2011 års upplaga är Johan Munck lagboksutgivare. Boken utges av informationsförlaget Norstedts Juridik. 
I sin nuvarande form har Sveriges rikes lag givits ut sedan 1861. Jacob Wilde utgav dock 1736 en lagbok med samma titel.

## Disposition
Lagboken Sveriges rikes lag är uppdelad på ett sätt som ansluter till den disposition som fanns i den första utgåvan av 1734 års lag. Efter grundlagarna kommer Olaus Petris domarregler från 1500-talet, som saknar juridisk betydelse men ändå är införda enligt en tradition som sträcker sig tillbaka till medeltiden. Därefter följer de lagar som kallas för balkar. Inuti balkarna är ofta mindre omfattande lagar insprängda om de har anknytning till balken. Exempelvis är avtalslagen och andra förmögenhetsrättsliga lagar införda under handelsbalken. Övriga viktigare lagar återfinns i kronologisk ordning i en avslutande del som kallas "Bihanget".

## Status
Även om Sveriges rikes lag är en privat författningssamling har den fått ett slags halvofficiell ställning eftersom den har getts ut löpande i så många år. Den är därmed den helt dominerande lagboken. Ofta är det därför denna lagtextsamling som avses vid vardaglig användning av uttrycket ”lagboken”. Det har också lett till att begreppet ”Sveriges Rikes Lag” för många, felaktigt, har blivit synonymt med Svensk författningssamling och all gällande svensk rätt. I boken Sveriges rikes lag återfinns endast en del av all gällande rätt. Även uttryck som ”avtalslagen är införd under handelsbalken” är vanliga, även om detta inte har någon officiell status utan syftar på den ordningsföljd som valts i boken Sveriges rikes lag.
Modern informationsteknik innebär att alla lagar och andra författningar numera är tillgängliga i elektronisk form i enlighet med lagbestämmelserna om rättsinformationssystemet. Det har möjliggjort för flera privata aktörer att ge ut egna lagböcker, varav de mest välkända är Svensk lag, Sveriges lag, Sveriges Lagar, lagen.nu och Karnov. Det har också uppstått konkurrens från mera specialiserade författningssamlingar som Skattelagstiftning.

## Utgivare
Utgivare av lagboken har varit:
1. 1841: Johan Gabriel Carlén
2. 1849–1858: J.A. Thurgren och H.I. Arwidsson (totalt 4 upplagor)
3. 1861–1882 Hugo Arwidsson (totalt 8 upplagor)
4. 1884–1908  Reinhold Skarin (totalt 21 upplagor)
5. 1909–1926 Hjalmar Westring
6. 1927–1948 Sigfrid Skarstedt
7. 1949–1955 Axel Afzelius
8. 1956–1973 Carl Gustaf Hellquist
9. 1974–1990 Torkel Nordström
10. 1991–2003 Olle Höglund
11. 2004–2010 Torkel Gregow
12. 2011–     Johan Munck

## Innehållsförteckning
1. Förkortningar
2. Regeringsformen
3. Tryckfrihetsförordningen
4. Domarregler
5. Äktenskapsbalken
6. Föräldrabalken
7. Ärvdabalken
8. Jordabalken
9. Fastighetsbildningslagen
10. Plan- och bygglagen
11. Miljöbalken
12. Byggningabalken
13. Handelsbalken
14. Skadeståndslagen
15. Konkurslagen
16. Brottsbalken
17. Rättegångsbalken
18. Förvaltningsprocesslagen, förvaltningslagen
19. Utsökningsbalken
20. Socialförsäkringsbalken
21. Bihanget

## Andra författningssamlingar
- Sveriges lag Utgivare: Studentlitteratur AB, kallas den Svarta Lagboken och är ämnesindelad. Den är, precis som den blå lagboken, en komplett lagbok bestående av över 850 lagar.
- Svensk lag Utgivare: Iustus förlag AB. Kallas den gröna lagboken och är, precis som den svarta lagboken, ämnesindelad. Svensk lag är den minst omfattande lagboken bestående av 450 lagar.
- Sveriges Lagar Studentlitteratur AB, tidigare utgivare: Karnov Group. 1997–2011. Kallades ”den röda lagboken”. Arvtagaren är Sveriges lag.
- Karnov – svensk lagsamling med kommentarer.

## Exempel på specialiserade författningssamlingar
- Författningar om mervärdesskatt Utgivare: Norstedts Juridik.
- Skattelagstiftning Av Gunnar Rabe. Utgivare: Norstedts Juridik.

Alla exempel ovan inklusive Sveriges Rikes Lag är exempel på böcker som hämtar sitt innehåll från SFS (Svensk författningssamling). Det är SFS som är den officiella utgåvan av lagar och förordningar, inte privatutgivna böcker. SFS utkommer som regel varje vecka.